# Billboard Digital Songs
《公告牌》数字歌曲榜（英語：Digital Songs），前称热门数字歌曲榜（Hot Digital Songs），是《告示牌》根据歌曲全部版本的数字下载量发布的一份音乐周榜单。该榜单于2005年1月22日首次发布。由于实体唱片的衰落和数字唱片市场的急剧增大，
自2004年10月开始，歌曲的数字销售已被纳入许多《告示牌》音乐榜单。